# オケロ・ピーター
オケロ・ピーター（Okhello Peter、男性、1974年6月19日 - ）は、ウガンダ出身の元プロボクサー。本名はピーター・オケロ（Peter Okhello）。緑ボクシングジム所属。旧リングネームはMG・ピーター（MG Peter）。

## 来歴
1997年に来日し北陸イシマルジムに所属。リングネーム「ピーター・イシマル」として12月6日、福井県敦賀市での酒井公高（相模原ヨネクラ）との対戦でプロデビューし、勝利を収めた。
1999年4月10日、岡山武道館にてトアキバ・タセファ（ニュージーランド）が持つOPBF東洋太平洋ヘビー級王座に挑戦するも判定負け。これがプロ初の敗北となった。
2000年12月、緑ジムに移籍。以後は「オケロ・ピーター」を名乗った。
2001年3月31日、名古屋センチュリーホールにて空位となったOPBF東洋太平洋ヘビー級王座に再挑戦。トーン・フィソ（ニュージーランド）を判定で下し、王座を獲得した。
2005年3月23日、後楽園ホールにおいて、日本人初となる高橋良輔（金子）の同ヘビー級王座への挑戦を退け、8度目の防衛に成功した。
同年6月11日、ドイツ・ケンプソンにてサイナン・サミールサン（ドイツ）が持つWBCインターナショナルヘビー級王座に挑むも判定負け。
2006年4月15日、後楽園ホールにてボブ・ミロビック（オーストラリア）を判定で下しOPBF王座9度目の防衛に成功した。
同年9月、世界王座挑戦を控えてOPBF王座は返上し、11月11日にはリングネームを「MG・ピーター」へ改めた。
同年12月10日、ロシア・モスクワのオリンピスキー・スポーツ・コンプレックスでオレグ・マスカエフ（カザフスタン）が持つWBC世界ヘビー級王座に挑戦。日本のジム所属選手初のヘビー級での世界挑戦だったが、判定で敗れた。
2009年7月5日、再び「オケロ・ピーター」として名古屋国際会議場で楠ジャイロ（松田）とヘビー級6回戦を行い、初回KO勝利で2年7か月ぶりの再起を果たした。
2010年5月8日、大阪にて名城信男 vs ウーゴ・カサレスのアンダーカードとしてローレンス・タウアサ（サモア）に6回KO勝利。その後緑ジムと契約が切れる。
2011年4月17日、インドネシアにてクリス・ジョン vs ダウド・ヨルダンのアンダーカードとしてアレックス・リーパイ（オーストラリア）と対戦するが、3回KO負け。
2012年、緑ジムに復帰。
同年11月24日、中国・雲南省昆明市にて熊朝忠 vs ハビエル・マルティネスのアンダーカードでフレディ・ミラー（アメリカ合衆国）に4回TKO勝利。
2013年7月25日、日本での3年ぶりの試合を後楽園ホールにて56年ぶりに復活する日本ヘビー級王座をかけて藤本京太郎と対戦するが、6回に2度のダウンを奪われKO負け。
2014年3月28日、中国の四川省遂寧市にてエフゲニー・オルロフと12回戦で対戦するが9回に棄権負けとなった。

## 獲得タイトル
- 第13代OPBF東洋太平洋ヘビー級王座（防衛9=返上）